# Колотто, Диего
Диего Даниэль Колотто (исп. Diego Daniel Colotto; род. 10 марта 1981, Рио-Куарто) — аргентинский футболист, выступавший на позиции защитника.

## Клубная карьера
Воспитанник школы клуба «Эстудиантеса», дебютировал 16 февраля 2001 с ничьи 1:1 в матче против «Велес Сарсфилда» и закрепился в основном составе клуба. В декабре 2004 года был выкуплен мексиканским «Эстудиантес Текос» за 1,1 млн долларов США, где играл в течение трёх лет, после чего перешёл в «Атлас».
30 августа 2008 Колотто за 2,5 миллионов евро перешёл в испанский «Депортиво Ла-Корунья». В своём первом сезоне участвовал в Кубке УЕФА, забил два гола в поединке против норвежского «Бранна» в первом раунде, однако команда в итоге проиграла в серии пенальти. В сезоне 2009/10 в чемпионате Испании отличился три раза: дважды он поразил ворота «Тенерифе» принеся победы 1:0 в гостях и 3:1 дома. В том сезоне «Депортиво» стал десятым. В 2012—2015 годах играл за «Эспаньол».
В 2016 году вернулся на родину, стал чемпионом Аргентины с «Ланусом» (однако сыграл лишь в трёх матчах чемпионата). Последние два года в профессиональной карьере провёл в «Колоне». В 2018 году завершил игровую карьеру и сразу же был назначен на должность директора в «Колоне».

## Карьера в сборной
В сборной Аргентины до 20 лет играл на молодёжном чемпионате мира 2001 года, сыграл все 7 матчей и забил гол в финале против Ганы (итоговая победа 3:0), став чемпионом мира.

## Титулы и достижения
- Чемпион Аргентины (1): 2016
- Победитель Сегунды Испании (1): 2011/12
- Обладатель Кубка Интертото (1): 2008
- Чемпион мира среди молодёжи (1): 2001